# Młode strzelby
Młode strzelby (ang. Young Guns) – amerykański western z 1988 roku w reżyserii Christophera Caina.

## Obsada
- Emilio Estevez – Billy Kid
- Lou Diamond Phillips – Jose' Chavez y Chavez
- Casey Siemaszko – Charley Bowdre
- Terence Stamp – John Tunstall
- Jack Palance – Lawrence G. Murphy
- Patrick Wayne – Patrick Floyd „Pat” Garrett
- Brian Keith – Buckshot Roberts
- Terry O’Quinn – Alex McSween
- Charlie Sheen – Richard Brewer
- Kiefer Sutherland – Josiah G. Doc Scurlock
- Geoffrey Blake – J. McCloskey